# Marianne Koch
Marianne Koch (München, 19 augustus 1931) is een Duitse filmactrice, schrijfster en arts.

## Jeugd en opleiding
Koch begon aan het begin van de jaren 1950 een medicijnenstudie, die ze echter beëindigde wegens haar opbloeiende filmcarrière.

## Carrière
Tot 1970 speelde Koch in bijna 70 films. Ze had ook enkele internationale optredens. Zo was ze in 1954 de partner van Gregory Peck in de spionagethriller Night People en speelde ze in 1964 naast Clint Eastwood in de spaghettiwestern A Fistful of Dollars.
Voor haar vertolking van Diddo Geiss in Des Teufels General van Helmut Käutner kreeg ze in 1955 de Zilveren Filmband voor de beste bijrol. In 1963 vertolkte ze in Tim Frazer van Francis Durbridge de vrouwelijke hoofdrol. In 1957 speelde ze de bruid van de bijna 30 jaar oudere Heinz Rühmann in Vater sein dagegen sehr. Succes had ze vooral als het betrouwbare vriendentype in de Duitse film, als onder andere de patente Landärztin (1958) en als Die Journalistin in de gelijknamige tv-serie (1970).
Bovendien behoorde ze tot de vaste bezetting van de legendarische tv-quiz Was bin ich? met Robert Lembke. Het gehele team kreeg in 1967 de Goldene Kamera. Eind van de jaren 1960 tot begin van de jaren 1970 presenteerde ze Meine Melodie. Van 1974 tot 1982 was ze presentatrice van de talkshow 3 nach 9. Meerdere jaren speelde ze in tv-reclames.

## Verdere activiteiten
In 1972 ging ze weer verder met haar medicijnenstudie en op 43-jarige leeftijd legde ze het staatsexamen af. Parallel daaraan presenteerde ze van 1974 tot 1982 de tweede Duitse talkshow 3 nach 9, waarvoor Alfred Mensack en Michael Leckebusch in 1976 werden onderscheiden met de bronzen Adolf Grimme Prijs.
In 1978 promoveerde ze summa cum laude en werkte ze later tot 1997 als interniste in haar eigen praktijk in München. Tegelijkertijd presenteerde ze tv-talkshows en tot heden gezondheidsmagazines op de radio. Sinds 1995 is ze beschermheer van de Deutsche Hochdruckliga. Van 1997 tot 2011 was ze presidente van de Deutsche Schmerzliga en is sindsdien ere-presidente.
Sinds 2001 is ze samen met de geneeskunde-journalist Werner Buchberger bij Bayern 2 verantwoordelijk voor het wekelijkse programma Das Gesundheitsgespräch voor medische zwaartepuntthema's met telefonische luisteraarsdeelname, dat iedere zaterdag live gevolgd kan worden.
In 2000 werd Koch door de Beierse landshoofdstad geëerd met de medaille München leuchtet. In 2002 werd ze voor haar levenswerk onderscheiden met het Bundesverdienstkreuz.
Sinds 2003 publiceerde ze Mein Gesundheitsbuch, een medische raadgever en het in 2007 verschenen boek Die Gesundheit unserer Kinder.

## Privéleven
Marianne Koch trouwde in 1953 met de arts Gerhard Freund, met wie ze twee zoons kreeg. Dit huwelijk werd in 1973 ontbonden. Vanaf het midden van de jaren zeventig was de publicist Peter Hamm haar levensgezel; hij overleed in 2019.

## Filmografie

### Bioscoop
- 1950: Der Mann, der zweimal leben wollte - Katja Hesse
- 1951: Czardas der Herzen - verslaggeefster
- 1951: Dr. Holl - Anna
- 1951: Geheimnis einer Ehe - Musi Camphausen
- 1951: Mein Freund der Dieb - Real
- 1952: Der keusche Lebemann - Gerty Seibold
- 1952: Wetterleuchten am Dachstein - Christl, de jonge maagd
- 1953: Skandal im Mädchenpensionat - Marina von Leithen
- 1953: Der Klosterjäger - Gittli
- 1953: Die große Schuld - Ursula
- 1954: Liebe und Trompetenblasen - Bettina von Brixen
- 1954: Night People - Kathy Gerhardt
- 1954: Schloß Hubertus - Geislein
- 1954: Bruder Martin - Rosl
- 1955: Ludwig II. – Glanz und Elend eines Königs - Prinses Sophie
- 1955: Des Teufels General - Dorothea 'Diddo' Geiss
- 1955: Der Schmied von St. Bartholomä - Marianne
- 1955: Königswalzer - Therese
- 1955: Solange du lebst - Teresa
- 1955: Zwei blaue Augen - Christiane Neubert
- 1956: Die Ehe des Dr. med. Danwitz - Edith Danwitz - Mannequin
- 1956: Wenn wir alle Engel wären - Elisabeth Kempenich
- 1956: Four Girls in Town - Ina Schiller
- 1956: Salzburger Geschichten - Konstanze
- 1956: Der Stern von Afrika - Brigitte
- 1957: Vater sein dagegen sehr - Margot Ventura geb. Sonnemann
- 1957: Interlude (Der letzte Akkord)
- 1957: Der Fuchs von Paris - Yvonne
- 1957: Don Giovanni (tv-film) - onbekend
- 1958: Gli italiani sono matti - Cristina
- 1958: ... und nichts als die Wahrheit - Mingo Fabian
- 1958: Die Landärztin - Dr. Petra Jensen
- 1959: Frau im besten Mannesalter - Carola Hauff
- 1960: Die Frau am dunklen Fenster - Luise Konradin
- 1960: Heldinnen - Minna von Barnhelm
- 1960: Mit Himbeergeist geht alles besser - Hilde von Hessenlohe
- 1961: Pleins feux sur l'assassin - Edwige
- 1961: Unter Ausschluß der Öffentlichkeit - Ingrid Hansen
- 1961: Napoléon II L’Aiglon - keizerin Marie Louise
- 1961: The Devil's Agent
- 1961: Pleins feux sur l 'assasin
- 1962: Die Fledermaus - Rosalinde
- 1962: Heißer Hafen Hongkong - Joan Kent
- 1962: Liebling, ich muß dich erschießen - Jeannine Messmer
- 1962: The Devil's Agent - Nora Gulden
- 1963: Der schwarze Panther von Ratana - Dr. Marina Keller
- 1963: Death Drums Along the River - Dr. Inge Jung
- 1964: Der letzte Ritt nach Santa Cruz - Elizabeth Kelly
- 1964: Das Ungeheuer von London-City - Ann Morlay
- 1964: Sanders und das Schiff des Todes (Coast of Skeletons)
- 1964: A Fistful of Dollars (Per un pugno di dollari) - Marisol
- 1964: Der Fall X 701 - Dr. Helen Wieland
- 1965: Sandy the Seal
- 1965: Coast of Skeletons - Helga
- 1965: Die Hölle von Manitoba - Jade Grande
- 1965: Tierra de fuego - Anna-Lisa
- 1965: Einer spielt falsch (Trunk to Cairo) - Helga Schlieben
- 1966: Wer kennt Johnny R.? - Bea Bordet
- 1967: Clint el solitario - Julie Harrison
- 1968: Sandy the Seal - Karen Van Heerden
- 1969: España otra vez - Kathy Foster
- 1969: Schreie in der Nacht (Contronatura) - Mrs. Vivian Taylor
- 1984: Reserl am Hofe - vertelster

### Televisiefilms en -series
- 1956: Die Entführung aus dem Serail (televisiefilm) - Constanze
- 1962: Curd Jürgens erzählt… (televisieserie) - naaister (in aflevering Spaghetti)
- 1963: Tim Frazer (12-delige televisieserie) - Helen Baker (in de eerste zes afleveringen)
- 1967: Der Tod läuft hinterher (3-delige televisieserie) - Mary Hotkins
- 1968: Valérie et l'aventure (13-delige televisieserie) - Valérie
- 1969: Der Kommissar - Die Pistole im Park - Hannelore Krems
- 1969: Der rasende Lokalreporter (televisieserie) - onbekend
- 1971: Tournee - Die Night-Stars in Marokko (televisieserie) - Marianne Koch
- 1970-1971: Die Journalistin (13-delige televisieserie) - Renate Albrecht, journaliste
- 1971: Glückspilze - onbekend
- 1977: Loriot 4 - Ruhe bitte - Intieme Blicke in die Fernsehstudios (televisieserie)

### Televisieshows
- 1957: Der Backfisch und sein Star (talkshow)
- 1962-1982: Was bin ich? (raadshow met raadteam, verschillende afleveringen)
- 1963: Miteinander – Füreinander (gastvrouw met Jürgen Graf)
- 1964: Steht's in den Sternen? (gastvrouw, quizshow, 12 afleveringen)
- 1968–1970: Meine Melodie (gastvrouw, muziekshow)
- 1974–1982: 3 nach 9 (talkshow, medegastvrouw met Wolfgang Menge, Gert von Paczensky, Karl-Heinz Wocker en Carmen Thomas, diverse afleveringen)

## Hoorspelen
- 1955: Wolfgang Becker, Per Schwenzen: Hundert Minuten zu früh (Lilly Goodfrey) – Regie: Heinz-Günter Stamm (BR) – Eerste uitzending: 7 juni 1955
- 1956: Walter Jensen. Story (Lea, zijn vrouw) – Regie: Heinz-Günter Stamm (BR) – Eerste uitzending: 14 augustus 1956
- 1958: Alix du Frênes: Der Lerchengarten (Franziska Ahlweiler) – Regie: Heinz-Günter Stamm (BR) – Eerste uitzending: 5 mei 1959

## Onderscheidingen
- 1965, 1966 en 1971: Bronzen Bravo Otto van het jeugdtijdschrift BRAVO
- 2000: München leuchtet-medaille
- 2002: Orde van Verdienste van de Bondsrepubliek Duitsland
- 2005: Beierse staatsmedaille voor verdiensten voor milieu en gezondheid

- Bibsys: 90970250
- Biblioteca Nacional de España: XX1435265
- Bibliothèque nationale de France: cb146859185 (data)
- Gemeinsame Normdatei: 118724045
- International Standard Name Identifier: 0000 0001 1030 5260
- Library of Congress Control Number: no2002068874
- Nationale Bibliotheek van Letland: 000109716
- Nationale Bibliotheek van Tsjechië: xx0023563
- Nationale Bibliotheek van Israël: 987007334821305171
- Nationale en Universitaire bibliotheek Zagreb: 000399318
- Nederlandse Thesaurus van Auteursnamen: 434281255
- Réseau des bibliothèques de Suisse occidentale: 02-A003463497
- Système universitaire de documentation: 133486400
- Virtual International Authority File: 87186007
- WorldCat: E39PBJcBY7PT93hqWVBypB6R8C